# 横浜ランドマークタワー
横浜ランドマークタワー（よこはまランドマークタワー）は、神奈川県横浜市西区みなとみらいの超高層複合ビル。「横浜みなとみらい21」地区の開発を主導した三菱地所が建築・設計・保有している。
1990年3月20日に着工し、1993年7月16日に開業した。タワー棟は、地上70階建て、高さは296.33mで、超高層ビルとしては2023年時点で、東京都港区に所在する麻布台ヒルズ森JPタワー（325.2m）、大阪府大阪市阿倍野区に所在するあべのハルカス（300.0m）に次いで日本で3番目に高い。また、構造物としては東京スカイツリー（634.0m）、東京タワー（333.0m）、麻布台ヒルズ森JPタワー（325.2m）、あべのハルカス（300.0m）、明石海峡大橋（298.3m）に次ぐ日本で6番目の高さである。

## 概要

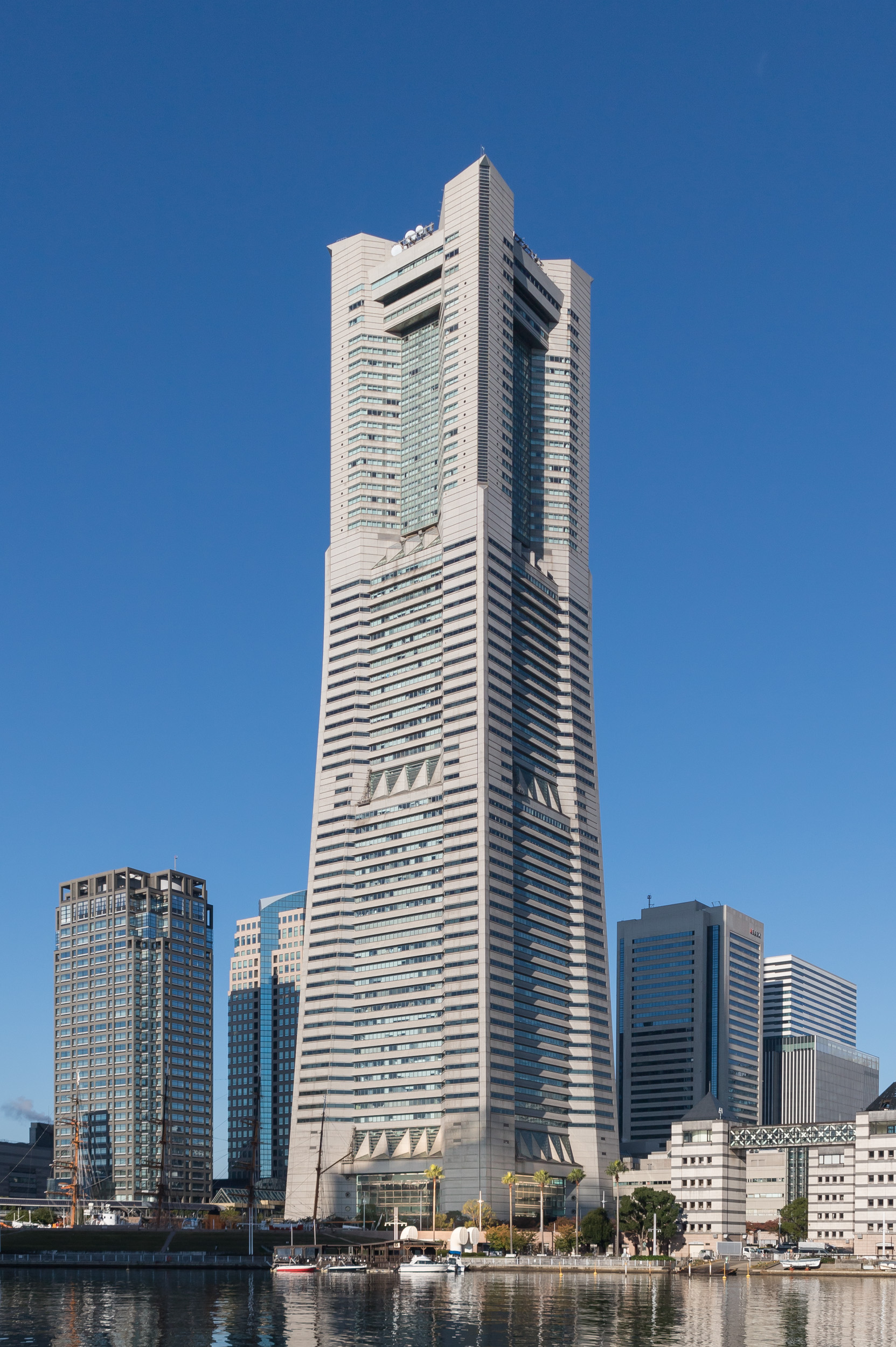
汽車道側から
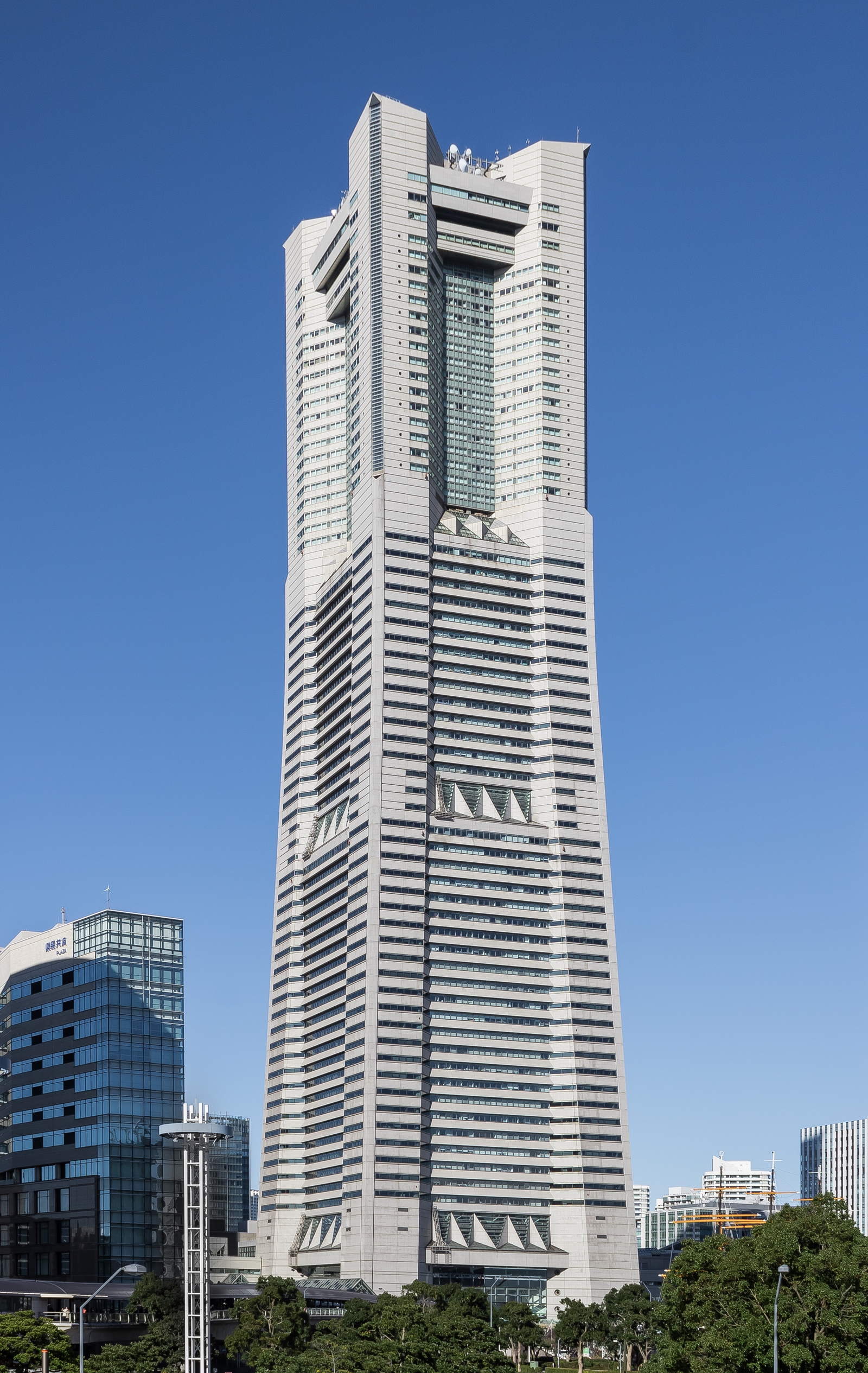
桜木町駅側から

その名の通り、みなとみらい地区のランドマーク・シンボルとして知られる超高層建築物である。「タワー棟」と低層の「プラザ棟」からなり、タワー棟のオフィス、横浜ロイヤルパークホテル（三菱地所グループ運営のホテル）、スカイガーデン（展望フロア）、プラザ棟のランドマークプラザ（ショッピングモール）、ランドマークホール（多目的ホール）などから構成される。最上階の70階は、ホテルのスカイラウンジと宴会場になっている。
横浜ランドマークタワーはみなとみらい地区の25街区に所在し、横浜市内初の本格的な動く歩道（元々は横浜博覧会の施設）で桜木町駅方面と接続、地下3階・地上70階・塔屋3階のタワー棟と、地下4階・地上5階のプラザ棟からなる。建築面積は23,208m2。延床面積は392,791m2で、東京都豊島区のサンシャインシティ（585,895m2）、愛知県名古屋市中村区のJRセントラルタワーズ（416,565m2）に次ぐ。この地にはかつて三菱重工業横浜造船所があり、横浜博覧会開催期間中には桜木町ゲートが存在していた。
特徴的な建物のデザインはアメリカの建築家、ヒュー・スタビンスによるもの。スタビンスによる基本設計に基づき、三菱地所が実施設計を行い、みなとみらい地区における民間第1号プロジェクトとして建設された。
当初の計画では、隣接するクイーンズスクエア横浜との間の北側の一角に、丸みを帯びた頭上から見て楕円形のオフィス棟をもう一棟建設（後述の二期棟、横に伸びた窓など外観デザインは一部共通）する予定であったが、計画は凍結されたままになっている。また、当初は高さ300mのビルとして計画されていたが、建設地が東京国際空港の標準出発経路（SID）と重なり高度制限が発生するため、最終的な高さは296.3mに決定され、日本初のスーパートール（高さ300m以上）が実現しなかった経緯がある。
69階の展望フロア「スカイガーデン」（地上273m）まで、地上（2階）から最大分速約750m（時速換算で45km/h、上りと下りは同速度）の直通エレベーター（三菱電機製、2020年にリニューアル）で結ばれている。これは、2004年に台北101のエレベーター（最大分速約1,010m〈時速換算で60.6km/h〉）に記録を破られるまでは世界最速で、ギネス世界記録にも掲載されていた。なお、台北101の記録は上りのみであり、下りは現在でも世界最速である。また、展望台がさらに高所にある東京スカイツリー・あべのハルカスが開業した現在でも、日本最速のエレベーターである。このエレベーターには強風管制運転システムが装備されており、風の強さに応じて通常運行・最高速度の50%に相当する375m/minに減速・半分を停止し残りの半分を375m/minに減速・全面休止の4段階に自動制御される。
このほか、ビル全体の制振装置として、上層部にコンピューター制御で揺れを抑える巨大な振り子を備えており、ビル自体も4本を柱とした耐震性の高い構造をとっている。また、災害時などに使用するための緊急用のヘリポートも屋上に備えている。
2004年2月には、ランドマークタワーに隣接するクイーンズスクエア横浜の地下に横浜高速鉄道みなとみらい線のみなとみらい駅が開業した。また、2008年には現代美術の国際展「横浜トリエンナーレ2008」の会場に指定され、ランドマークプラザに作品の一部が展示された。
竣工以来20年近く「日本一高いビル」であったが、2012年8月に当時建設中だった「あべのハルカス」（大阪市阿倍野区）が高さ300mに到達したことによって日本一の座を奪われ、2023年6月には東京都港区に建設されていた高さ325.2mの「麻布台ヒルズ森JPタワー」が竣工したことによって東日本で最も高いビルの座も奪われた。
横浜ランドマークタワー69階展望フロア 「スカイガーデン」は、同ビル内の大規模修繕工事実施に伴い、2025年12月31日の年越し営業を最後に一時休止とされている。なお工事終了後、改めて2028年以降に営業を再開する予定。
なお、ランドマークタワーには前述の通り三菱地所による二期棟（当初の案では頭上から見て楕円形のビル）の計画もあるが、景気の悪化などを受けて当面凍結（開発時期未定）となっている。この建設予定地には2階建てのギャラリー棟が暫定設置され、マンションのモデルルームや自動車ショールームといった用途に利用されたこともあるが、2024年11月には技術系スタートアップの成長支援拠点「TECH HUB YOKOHAMA」（テックハブヨコハマ）が新たに開設されている。
- 汽車道側から
- 桜木町駅側から

## 施設
- スカイガーデン（展望フロア） - 2階（入口）、5階（出口）、69階 - 273m（タワー棟）
- 横浜ロイヤルパークホテル - 地下1階（ロビー）、L階（ロビー）、3階（入口）、49-50階、52-68階、70階（タワー棟）、地下1階、L-3階（宴会棟）
開業当初はニッコーホテルズインターナショナルと提携し「横浜ロイヤルパークホテルニッコー」という名称だったが、提携解消と同時に現在の名称に改称した。
- オフィスフロア - 1階（ロビー）、3階（ロビー）、8-48階（タワー棟）
- ショッピングフロア - 1-4階
- タワーダイニング - 5階（タワー棟）
- クリニックフロア - 7階（タワー棟）
- サービス施設・ショールーム - 地下1階、1-35階の一部（タワー棟）
- ランドマークプラザ - 地下2階-地下1階、1-3階（プラザ棟）
- ランドマークホール - 5階（プラザ棟）
- ドックヤードガーデン - 地下2階-地下1階、1階
- 駐車場 - 地下3階-地下1階
- 機械室 - 6階、51階

## テレビ中継局として
アナログテレビ放送時代（2011年7月24日まで）、タワーの屋上には、NHK、関東広域圏民放キー局およびtvkの横浜みなとテレビ中継局があった。
アナログテレビ時代、横浜市内では基本的に、キー局は東京タワーからの、tvkは神奈川県立三ツ池公園からの放送をそれぞれ視聴している世帯が多かった。しかし、ランドマークタワーの建設によって大規模な受信障害が発生することが予想されたことから、その補償措置として、各局と三菱地所が費用を負担する形で設けられた。
通常こうした場合は、三菱地所が免許人となってSHF波を使った再送信が行われるが、影響が広範囲にわたる恐れがあったことから、異例のUHF波による中継局設置となった。
対象地域には横浜市中心街が含まれているが、ランドマークタワー近隣ではアンテナの仰角を大きく取らねばならず、市販品で対応できないため視聴世帯が少ない一方、下末吉台地の影響で東京タワー方向に受信障害を生じている神奈川区の一部地域などでは、UHFアンテナ1本で全局視聴が可能になることから、ランドマークタワーにアンテナを向ける世帯も多い。
アナログ廃止以降、地上デジタルテレビ放送の中継局については設置不要と判断されたため、アナログ放送停波に伴い廃局となる予定であった。しかし、総務省の現地調査によると、デジタル放送完全移行するまでに、難視対策が間に合わない世帯が、横浜市内で併せて2,000世帯に上ることがわかった。これは全国的に見ても影響するエリアが最大級の規模だという。
このため、急遽デジタル波用の「みなとみらい中継局」を新設することになり、2012年9月1日に開局した。いったん廃局を決めた中継局を復活させる事態は、極めて異例のケースである。

### アナログテレビ放送（横浜みなと中継局）
| 放送局名        | チャンネル | 空中線電力        | ERP               | 放送対象地域 | 放送区域内世帯数 |
| --------------- | ---------- | ----------------- | ----------------- | ------------ | ---------------- |
| tvkテレビ神奈川 | 48ch       | 映像30W /音声7.5W | 映像220W /音声56W | 神奈川県     | 不明             |
| NHK東京教育     | 50ch       | 映像30W /音声7.5W | 映像220W /音声56W | 関東広域圏   | 不明             |
| NHK東京総合     | 52ch       | 映像30W /音声7.5W | 映像220W /音声56W | 関東広域圏   | 不明             |
| NTV日本テレビ   | 54ch       | 映像30W /音声7.5W | 映像210W /音声52W | 関東広域圏   | 不明             |
| TBSテレビ       | 56ch       | 映像30W /音声7.5W | 映像210W /音声52W | 関東広域圏   | 不明             |
| CXフジテレビ    | 58ch       | 映像30W /音声7.5W | 映像210W /音声52W | 関東広域圏   | 不明             |
| EXテレビ朝日    | 60ch       | 映像30W /音声7.5W | 映像210W /音声52W | 関東広域圏   | 不明             |
| TXテレビ東京    | 62ch       | 映像30W /音声7.5W | 映像210W /音声52W | 関東広域圏   | 不明             |

- 2011年7月24日にすべて廃止。

### デジタルテレビ放送（みなとみらい中継局）
| リモコンキーID | 放送局名        | 物理チャンネル | 空中線電力 | ERP | 放送対象地域                                      | 放送区域内世帯数 | 偏波面                                              | 開局日       |
| -------------- | --------------- | -------------- | ---------- | --- | ------------------------------------------------- | ---------------- | --------------------------------------------------- | ------------ |
| 1              | NHK東京総合     | 51ch           | 3W         | 27W | 関東広域圏 （茨城県、栃木県及び群馬県を含まない） | 101万9,610世帯   | 送信所の北西方向 水平偏波 送信所の南西方向 垂直偏波 | 2012年9月1日 |
| 2              | NHK東京教育     | 47ch           | 3W         | 27W | 関東広域圏                                        | 101万9,610世帯   | 送信所の北西方向 水平偏波 送信所の南西方向 垂直偏波 | 2012年9月1日 |
| 3              | tvkテレビ神奈川 | 49ch           | 3W         | 27W | 神奈川県                                          | 101万9,610世帯   | 送信所の北西方向 水平偏波 送信所の南西方向 垂直偏波 | 2012年9月1日 |
| 4              | NTV日本テレビ   | 52ch           | 3W         | 27W | 関東広域圏                                        | 101万9,610世帯   | 送信所の北西方向 水平偏波 送信所の南西方向 垂直偏波 | 2012年9月1日 |
| 5              | EXテレビ朝日    | 46ch           | 3W         | 27W | 関東広域圏                                        | 101万9,610世帯   | 送信所の北西方向 水平偏波 送信所の南西方向 垂直偏波 | 2012年9月1日 |
| 6              | TBSテレビ       | 45ch           | 3W         | 27W | 関東広域圏                                        | 101万9,610世帯   | 送信所の北西方向 水平偏波 送信所の南西方向 垂直偏波 | 2012年9月1日 |
| 7              | TXテレビ東京    | 50ch           | 3W         | 27W | 関東広域圏                                        | 101万9,610世帯   | 送信所の北西方向 水平偏波 送信所の南西方向 垂直偏波 | 2012年9月1日 |
| 8              | CXフジテレビ    | 48ch           | 3W         | 27W | 関東広域圏                                        | 101万9,610世帯   | 送信所の北西方向 水平偏波 送信所の南西方向 垂直偏波 | 2012年9月1日 |

#### 歴史
- 2012年6月29日 - 予備免許交付
- 2012年7月4日 - 試験放送開始
- 2012年8月24日 - 本免許交付
- 2012年9月1日 - 本放送開始

### 放送エリア
- 【神奈川県】横浜市鶴見区、中区、磯子区、金沢区、港北区、戸塚区、港南区、旭区、緑区、栄区、泉区、青葉区、都筑区および川崎市宮前区の各一部・横浜市神奈川区、西区、南区および保土ヶ谷区の全域
- みなとみらいデジタル中継局放送エリア (PDF)  - 総務省関東総合通信局

## オフィス
オフィスの入居率は90%を超える。
- 三菱地所
- オリックスグループ
- マンパワーグループ
- 東日本電信電話株式会社（NTT東日本）神奈川支店
- 日本インベスター・ソリューション・アンド・テクノロジー株式会社 (JIS&T)
- 富士通株式会社 神奈川支社 およびグループ各社
- 全日警横浜支社 ランドマークタワーの警備も担当している。
- 三菱電機株式会社 神奈川支社
- 三菱電機ビルソリューションズ株式会社 横浜支社
- コロワイド本社
- TOTO横浜ランドマークショールーム・横浜支社
- 横浜エフエム放送
送信所は屋上ではなく、秦野市の大山。
- ウッドストック本社
- 不二サッシ株式会社 横浜支店
- 日本農産工業株式会社 本社
- 野村證券横浜支店
- 株式会社高千穂 本社
- ライオンブリッジジャパン
- 日本発条株式会社 横浜みなとみらい分館
- インターナル本社
- 株式会社日立システムズエンジニアリングサービス
- 株式会社ムラタエレクトロニクス 本社
- 株式会社日立ハイシステム21
- 株式会社宿泊予約経営研究所
- 弁護士法人アディーレ法律事務所横浜支店
- タイムズ24株式会社横浜支店
- タイムズモビリティ横浜オフィス

ビル固有の郵便番号は〒220-81xx（xxは階層で、地下・階層不明の場合は220-8190）。

## スカイガーデン

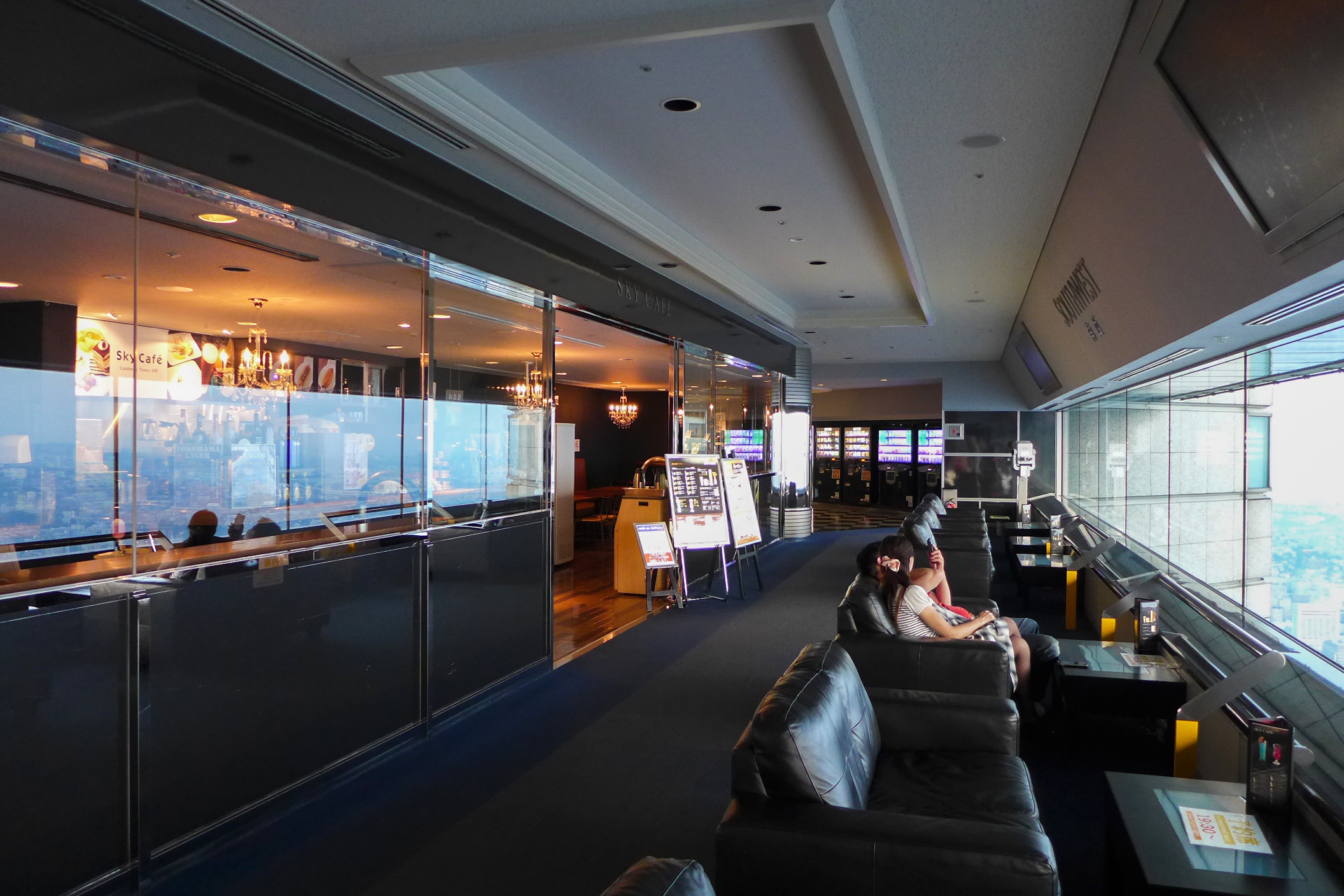
スカイガーデン

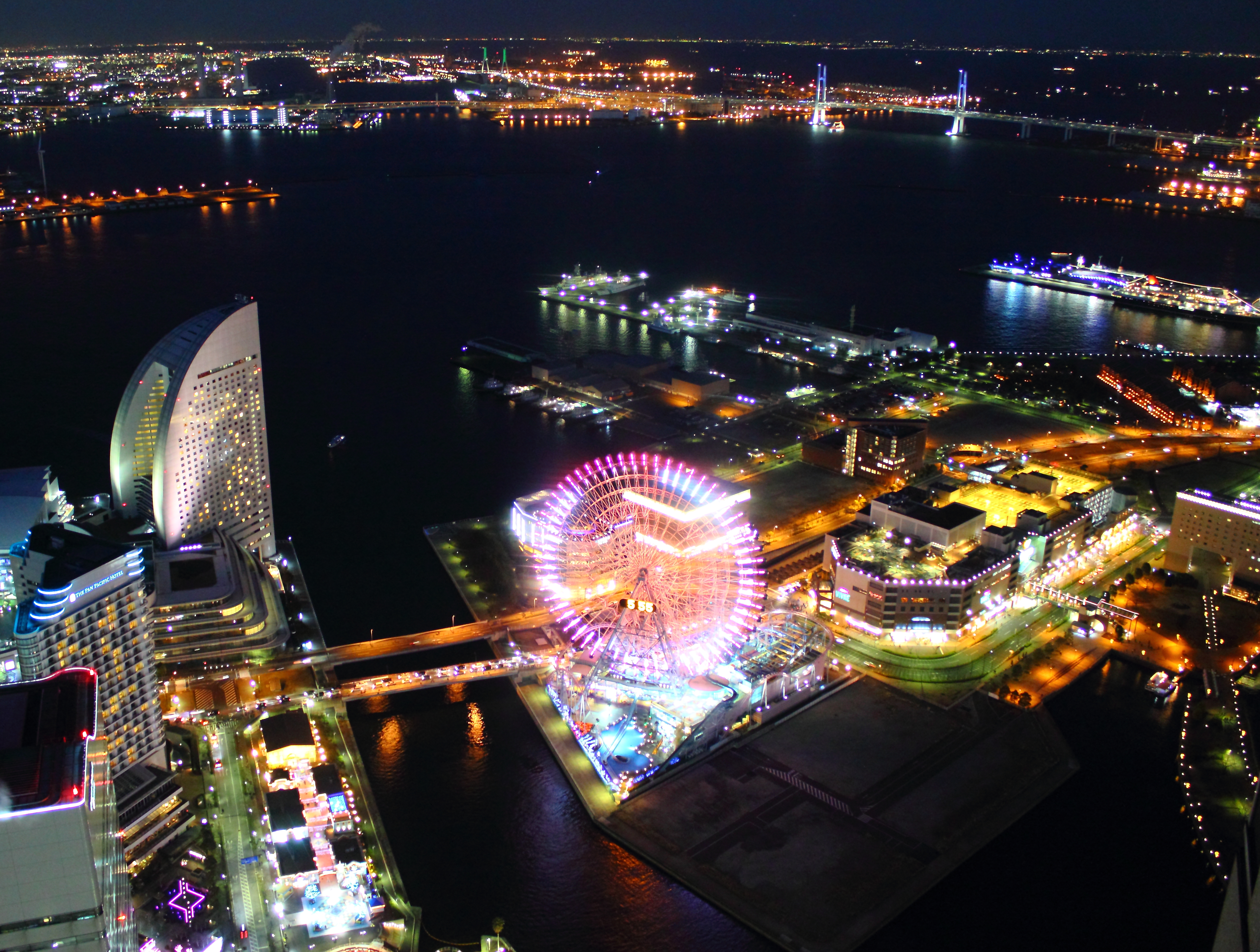
スカイガーデンからの夜景

69階の展望フロア「スカイガーデン」は地上からの高さが273mで、360度の眺望が堪能できる展望施設である。横浜港・東京湾をはじめ、東京都心部や房総半島・三浦半島・伊豆半島、富士山、秩父山地など、関東平野一円を望むことができる。ビルの展望台としては日本で2番目の高所にある。なお、ビルの最上階（70階）はホテルのスカイラウンジおよび宴会場となっており、こちらの高さは地上277mである。
定期的なイベントとして、毎年秋にプリキュアシリーズのイベントが開催されることがある。
日本の他の建築物における展望台の高さは以下の通り。
- 東京スカイツリー（天望デッキは地上340-350m、天望回廊は445-450m）
- あべのハルカスのハルカス300（地上288m）
- 大阪府咲洲庁舎コスモタワー展望台（地上252m）
- 六本木ヒルズ森タワーのスカイデッキ（地上238m）
- サンシャイン60のスカイデッキ（地上232m）
- ミッドランドスクエア スカイプロムナード(地上230m)
- 東京タワーの特別展望台（地上223m）
- 東京都庁舎（地上202m）

## ランドマークプラザ

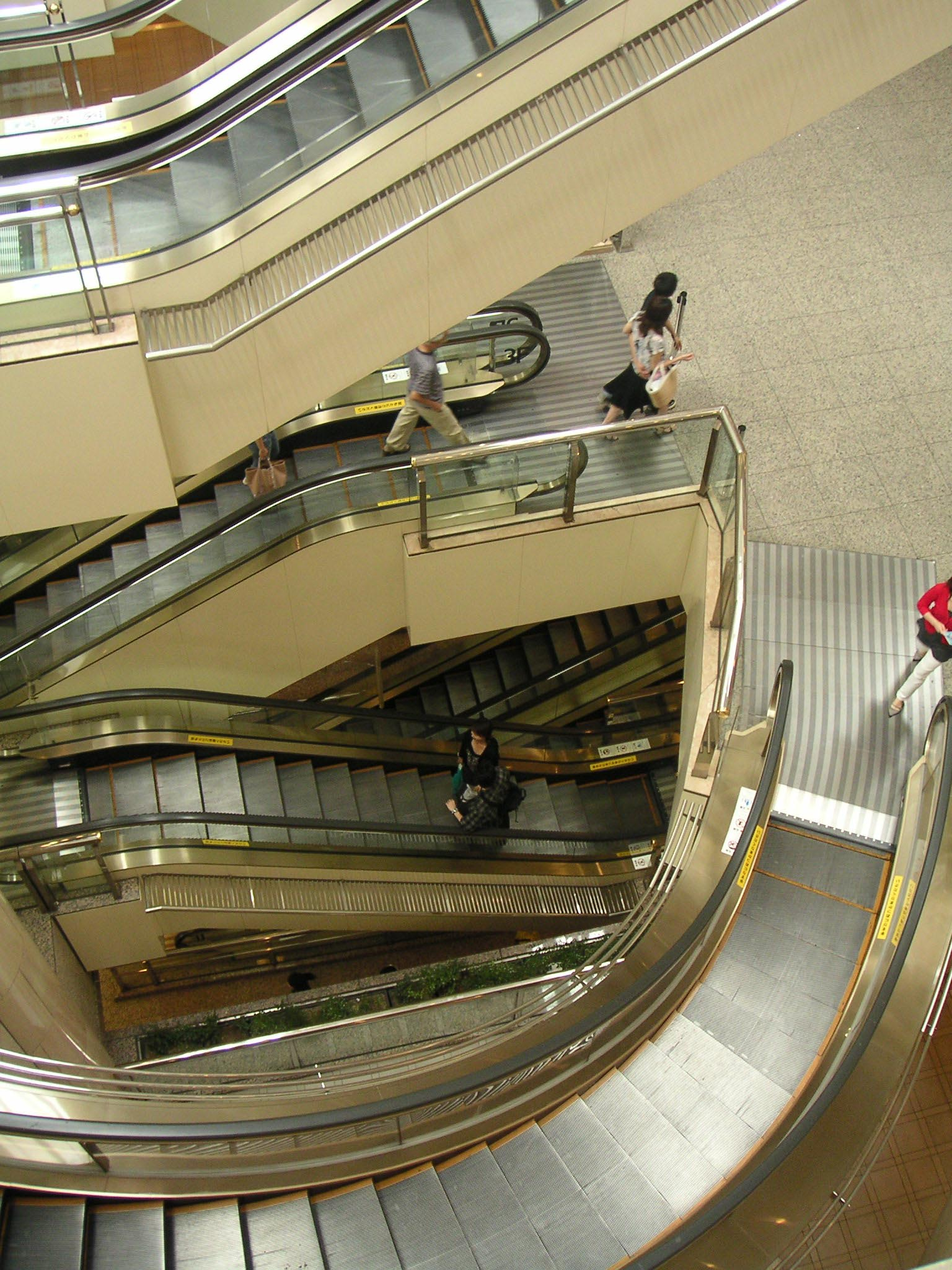
ランドマークプラザのエスカレーター

ランドマークプラザは、プラザ棟の中に開設されたショッピングモール。5層にわたる吹き抜けがあるガーデンスクエアが大きな特徴である。タワー棟とは4Fを除く各フロアで接続されている。また、モール内を東西に貫くメイン通路 (1-3F) はみなとみらい地区の歩行者動線「クイーン軸」の一部となっている。この軸を介してクイーンズスクエア横浜の低層部を貫くクイーンモールやパシフィコ横浜方面とも接続している。
ファッション、インテリア、ホビー、レストラン、郵便局・銀行ATMなど様々なテナントが入居している。主なテナントは本項末尾の通り。みなとみらい地区では初期に開業し、高級店が多く入居した。その後の地区開発によって多くのショッピングモールが開業していったが、現在でも周辺より比較的ブランド力の高い店舗が多い。
なお、タワー棟のエレベーターは三菱製だが、プラザ棟のエレベーター・エスカレーターの一部は日立製である。またプラザ棟のみなとみらい大通りエントランス側には、世界でも希少な螺旋状のスパイラルエスカレーター（三菱製）が設置されている。

### イベント
定期的なイベントとしては、1Fの「サカタのタネ ガーデンスクエア」ではピアノ演奏のほか、近年では一部の年を除き、春と秋にプリキュアシリーズのスカイガーデンで開催される催事と同時にテレビシリーズのステージイベントが開催されることがある。またクリスマスシーズンには、スワロフスキー製のクリスタルツリーが飾られ、疑似的な降雪を発生させるイベントもある。5Fランドマークホールで行われていた映画上映会「ランドマークシネマコレクション」は2011年3月末に終了した。

### サービス
- 駐車場

駐車場はタワー・ロイヤルパークホテル共通で、約1,400台収容可能。
- みなとみらいポイントアプリ（QRコード認証）・三菱地所グループCARD

### 主なテナント

#### 1F
- ローソン+スリーエフ
- 陳建一麻婆豆腐店
- 創作茶漬け こめらく
- 崎陽軒
- AFURI
- 華正樓
- 鶏三和
- つけめん TETSU
- 味の牛たん喜助
- POSTAL HARBOR（郵便局）
- セブン-イレブン
- 古奈屋
- スープストックトーキョー
- 糖朝カフェ
- ムーミンスタンド
- パティスリー 雪乃下
- 成城石井
- ル・ミトロン
- 4℃ブライダル
- パパブブレ
- ル・クルーゼ
- ル・ミトロン
- ソフトバンク
- トヨタレンタカー
- 日産レンタカー
- 洋麵屋 五右衛門
- 三菱UFJ銀行ATM ほか
- シズラー
- よしみグリル
- とんかつ和幸
- ぼてじゅう
- 永坂更科
- 湘南パンケーキ
- 魚処はなたれ
- ヴィ・ド・フランス
- WP PIZZA
- ミセス・エリザベスマフィン
- ラ・メゾン・アンソレイユターブル
- モラビト＆オースチンリード
- バビーズ
- ゴディバ
- タカラダ
- スターバックスコーヒー
- ※クイーンズスクエア（みなとみらい駅方面）連絡口

#### 2F
- ※タワー棟・クイーンズスクエア（みなとみらい駅方面）・MARK IS みなとみらい連絡口
- ユナイテッドアローズ グリーンレーベル リラクシング
- GAP・GAPKids
- ウィンベル
- メーカーズシャツ鎌倉
- ビクトリノックス
- ABCクッキングスタジオ
- マクドナルド

#### 3F
- ※タワー棟・69Fスカイガーデン連絡口
- 動く歩道（桜木町駅方面）・クイーンズスクエア（みなとみらい駅方面）・MARK IS みなとみらい連絡口
- H&M
- クリスチャンバウアー 横浜
- キタムラ
- バナナ・リパブリック
- ハンティングワールド
- COACH
- タリーズコーヒー
- みずほ銀行ATM（無人）

#### 4F
- H&M
- Francfranc
- スワロフスキー
- JUMP SHOP
- バックアレイ ほかインテリア・アパレル店

#### 5F
- ※タワー棟・タワーダイニング連絡口
- ランドマークホール（多目的ホール、2018年に音楽コンサートを核とした施設としてリニューアル）[5]
- ランドマークスタジオ（レコーディングスタジオ）
- くまざわ書店
- フィットネスクラブ リーヴ横浜
- こども英会話のミネルヴァ
- イワキメガネ
- ジラフ
- 鼎泰豊[42]
- ビルド・ア・ベア ワークショップ など飲食店・みやげ店

なお、横浜能楽堂が大規模改修工事により休館（2024年1月から2026年6月）となり、工事期間中にあたる2024年4月中旬から2026年3月にかけてランドマークプラザ5階に能や狂言の普及を図る施設「OTABISHO（おたびしょ）横浜能楽堂」を開設する予定である。

#### B1F・B2F
- ドックヤードガーデン - 広場・イベントスペース、レストラン街

## ドックヤードガーデン

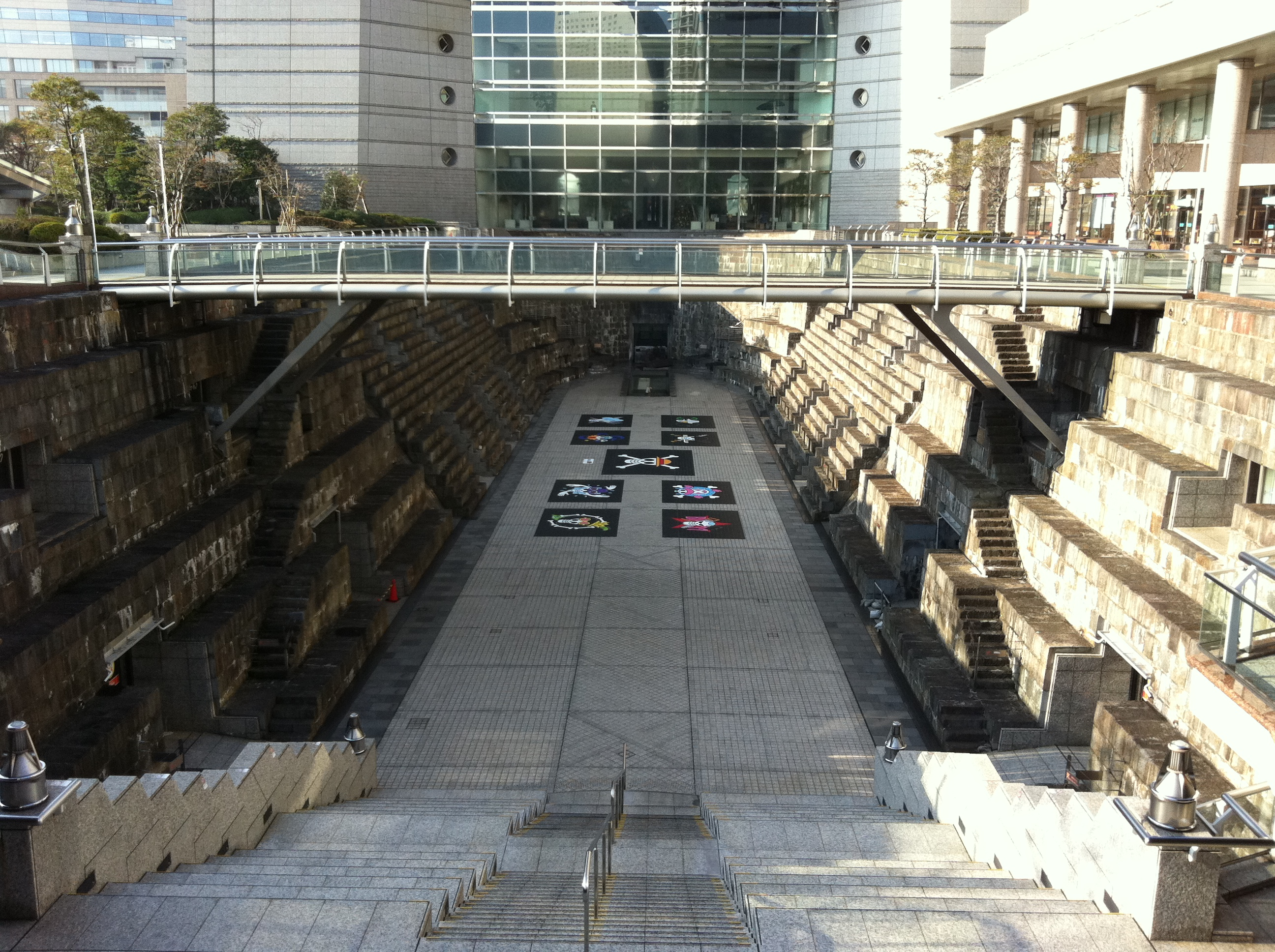
ドックヤードを再活用している（上奥に見えるのはランドマークタワー）

みなとみらい21の敷地はかつて三菱重工業横浜造船所の移転跡地を埋め立てにより拡張したものであり、横浜ランドマークタワーは造船所のドック跡地に建設された。
現在、イベントスペースやオープンテラスとして利用されているドックヤードガーデンは、日本に現存する最古の石造りドックヤードであった旧・横浜船渠（後の三菱重工業横浜造船所）第2号ドックを復元・保存したものである。設計者は大日本帝国海軍技師の恒川柳作である。このドックは1896年に竣工し、1973年に使用を中止するまで70数年間、港湾施設として重要な役割を果たしてきた。
横浜市は早い段階から第2号ドックの保存活用を計画し、建築史家・村松貞次郎（当時東京大学教授）ら専門家の意見を基に保存計画が立てられた。みなとみらいの土地造成に伴い海岸線がドックから離れたが、工事中の1989年4月には横浜市認定歴史的建造物に認定され、復元作業が全面的に行われ、1993年の横浜ランドマークタワーの開業とともに、ドックヤードガーデンとしてオープンした。
ドックの内部はレストラン街となっている。1997年12月には国から重要文化財の指定を受けた。重要文化財指定名称は「旧横浜船渠株式会社第二号船渠」である。さらに2007年11月には経済産業省による近代化産業遺産に認定されている。敷地の都合から長さが10m短縮されて復元されており、全長約107m、全幅（上端）約29m、深さ約10mである。
2013年7月より開業20周年を記念して、180度体感型のプロジェクションマッピングによる演出イベントが開催されている。
なお、横浜船渠の第1号ドックは1985年以来、「日本丸メモリアルパーク」として保存活用されており、2000年12月に「旧横浜船渠株式会社第一号船渠」の名称で国の重要文化財に指定されている。

## ランドマークタワーが登場する作品
- 『ゴジラvsモスラ』
ゴジラと戦うバトラの攻撃により、建設途中だったタワーの上半分がへし折られる。この作品は1992年の公開であったため、タワーが開業前に破壊されてしまったことになる。東宝プロデューサーの田中友幸が三菱地所と懇意にしていたことから登場が実現し、公開後も開業の宣伝になったと好感触であったという[50]。
- 『ゴジラ・モスラ・キングギドラ 大怪獣総攻撃』
モスラを狙うゴジラの熱線により、防衛陸軍部隊が展開していた展望台を吹き飛ばされる。
- 『ヨコハマ買い出し紀行』
少し未来の横浜で海面上昇により、基底部は海中に没している。一応船で渡って登ることができるが、エレベーターはとうの昔に利用できなくなっており、69階の展望室までは歩いて登らなければならない。作中では横浜の海の名所として、遠景のみ物語の背景として何度か登場している。
- 『百鬼夜翔』
タワーが敵ネットワーク「ナイト・フォッグ」との最終決戦の舞台となる。
- 『ロング・ラブレター〜漂流教室〜』
タイムスリップしてしまった未来でユーラシア大陸の砂漠化が進行し、日本全土もその影響を受けている。その砂漠化によりタワーはボロボロになっている。
- 『怪盗セイント・テール』
第3話でセイントテールを追って飛鳥ジュニアが宝石泥棒に人質にされたり、セイントテールがルビィをペットにした場所でもある。
- 『緋弾のアリア』
原作第3巻・アニメ第12話でのキンジ・アリア・理子とブラドの戦闘において、ランドマークタワーの屋上が使用された。
- 『こちら葛飾区亀有公園前派出所』
秋本・カトリーヌ・麗子の父が経営する会社の系列のビルとして描かれている。
- 『オレンジ屋根の小さな家』、『妹-あかね-』
横浜の風景として何度か描かれている。
- 『名探偵コナン 探偵たちの鎮魂歌』
怪盗キッドの逃走経路として使用されている。また、EDの映像にも、横浜の景色で実際のものが登場する。
- 『桃太郎電鉄シリーズ』
横浜の物件として「ランドセルタワー」のモデルとなっている。
- 『映画 プリキュアオールスターズDX みんなともだちっ☆奇跡の全員大集合!』
2009年の横浜開港150周年記念と同作品がタイアップ、映画の舞台として横浜みなとみらい21を舞台にしている。エンディングにも横浜の名所である横浜中華街とよこはまコスモワールドと横浜赤レンガ倉庫が描かれている。
- 『地球防衛軍、地球防衛軍2』
地球防衛軍、地球防衛軍2に横浜ランドマークタワーに似た建物が登場している。
- 『劇場版TOKYO MER〜走る緊急救命室〜』
2021年放送のTBSドラマの映画版。ランドマークタワーで前代未聞の大規模火災が発生。横浜市からの要請を受け出動したTOKYO MERの前に現れたのは横浜に創設された救命チームYOKOHAMA MERだった。2つのチームは地上70階に取り残された193人の命を救う為に大規模な救出作戦を展開する。ドックヤードガーデンや日本丸メモリアルパークを使用し横浜市消防局も撮影に協力。
- 『重甲ビーファイター』
オープニングで横浜みなとみらい21地区およびランドマークタワー屋上の空撮映像が使用されている。